# 1989-2003
1989-2003 es el séptimo álbum de la banda sueca Hedningarna. Fue lanzado en 2003 por NorthSide, es un álbum recopilatorio de toda la carrera de Hedningarna, al igual que otros anteriores, es una mezcla de electrónica, rock y elementos de folk. Cubre el período en que Hedningarna era un trío acústico e incluye un raro remix de Kruspolka y dos nuevas canciones, incluidos los seis miembros de Hedningarna que formaron parte del grupo en 2003.

## Lista de canciones
| N.º | Título                     | Duración |  |
| 1.  | «Tuuli»                    | 5:37     |  |
| 2.  | «Suet Ulvo»                | 2:47     |  |
| 3.  | «Kruspolska» (Sasha remix) | 3:46     |  |
| 4.  | «Tina Vieri»               | 5:39     |  |
| 5.  | «Chicago»                  | 2:59     |  |
| 6.  | «Ukkonen»                  | 5:32     |  |
| 7.  | «Dolkaren»                 | 5:00     |  |
| 8.  | «Vettoi»                   | 3:13     |  |
| 9.  | «Viktorin»                 | 2:40     |  |
| 10. | «Navdi/Fasa»               | 7:58     |  |
| 11. | «Fulvalsen»                | 3:26     |  |
| 12. | «Vottikaalina»             | 2:19     |  |
| 13. | «Joupolle Joutunut»        | 3:33     |  |
| 14. | «Gorrlaus»                 | 5:08     |  |
| 15. | «Höglrofen»                | 4:54     |  |
| 16. | «Neidon Laulo»             | 4:50     |  |
| 17. | «Skåne»                    | 4:17     |  |
| 18. | «Björnlåten»               | 3:53     |  |